# بلک لیبل مدیا
بلک لیبل مدیا یک شرکت مستقل تولید فیلم، تولید برنامه‌های تلویزیونی، پادکست، سرگرمی و امور مالی مستقر در لس‌آنجلس است که در سال ۲۰۱۳ تأسیس شد. این شرکت ۲۵ درصد سهام فیلم «لا لا لند» (۲۰۱۶) را در اختیار داشت.
این شرکت در سال ۲۰۱۳ با سرمایه‌گذاری مالی اسمیت، دختر فردریک دبلیو اسمیت (مؤسس فدکس) توسط تاد لاکینبیل و برادر دوقلویش ترنت لاکینبیل تأسیس شد. نام این شرکت از روی کارت سیاه کشتی امریکن اکسپرس و تا حدودی از ویسکی سیاه جانی واکر گرفته شده است.
در ۱۱ فوریه ۲۰۲۰، شرکت آلکون انترتینمنت با شرکت بلک لیبل مدیا برای خرید حقوق فیلم پست‌اسکریپت همکاری کرد. در ۴ سپتامبر ۲۰۲۰، سونی پیکچرز انترتینمنت اعلام کرد که فیلم از خودگذشتگی را خریداری خواهد کرد و اس‌تی‌اکس انترتینمنت حقوق بین‌المللی فیلم را در اختیار خواهد داشت و بلک لیبل مدیا تهیه‌کننده آن خواهد بود.

## فیلم‌ها
- دوباره شروع کن (۲۰۱۳)
- دروغ خوب (۲۰۱۴)
- ۷۱ (۲۰۱۴)
- تخریب (۲۰۱۵)
- سیکاریو (۲۰۱۵)
- شکستن یک هیولا (۲۰۱۵)
- لا لا لند (۲۰۱۶)
- شورشی در چاودار (۲۰۱۷)
- فقط شجاعان (۲۰۱۷)
- ۱۲ نیرومند (۲۰۱۸)
- سیکاریو: روز سرباز (۲۰۱۸)
- سیرا بورگس یک بازنده است (۲۰۱۸)
- الماس‌های شکسته (۲۰۲۱)
- فداکاری (۲۰۲۲)
- ویتنی هیوستون: می‌خواهم با کسی برقصم (۲۰۲۲)
- خزنده (۲۰۲۳)
- بمیر، عشق من (۲۰۲۵)